# ويليام توماس وايت
ويليام توماس وايت هو محامي وسياسي كندي، ولد في 13 نوفمبر 1866، وتوفي في 11 فبراير 1955. حزبياً، نشط في حزب كندا المحافظ. وقد انتخب عضو مجلس الشورى البريطاني وانتخب وزير المالية ‏.